# Festival du Marais
Le Festival du Marais est un festival (théâtre, musique, spectacles de rue...) qui s'est tenu dans le quartier du Marais à Paris, de 1962 à 1993. Il avait lieu chaque année en juin et durait environ 3 semaines.
Le premier Festival du Marais en 1962 a été organisé par un groupe de jeunes du 4e arrondissement en vue de réunir des fonds pour sauver la maison de l'Ourscamp (maison de l'Ours) 44 rue François Miron Paris 4e. Les artistes contactés ont accepté d'abandonner leurs cachets (frais déduits) dont le chef de file était Jean Marais qui a aidé à convaincre les autres acteurs de ce premier festival. Celui-ci s'est tenu dans la cour de l'Hôtel de Sully prêté  par André Malraux, ministre de la culture.
Créé à l'initiative d'un groupe de jeunes réunis autour de Michel Raude, et quelques mois avant l'association pour la Sauvegarde et la mise en valeur du Paris historique, dont il est le frère jumeau, ce festival a pour but de faire prendre conscience aux Parisiens et à l'administration de l'état de délabrement du Marais, devenu aujourd'hui l'un des lieux les plus touristiques de la capitale.
C'est pour sauver ce quartier menacé de destruction au début des années 1960, que cette équipe de bénévoles décide d'organiser un festival dans les cours des grands hôtels particuliers et les églises du quartier.
Le Festival du Marais a également permis de mettre en lumière les acteurs parfois peu connus de la défense du patrimoine architecturale et historique parisien.